# Chaubardiella tigrina
Chaubardiella tigrina es una especie de orquídea epífita simpodial.

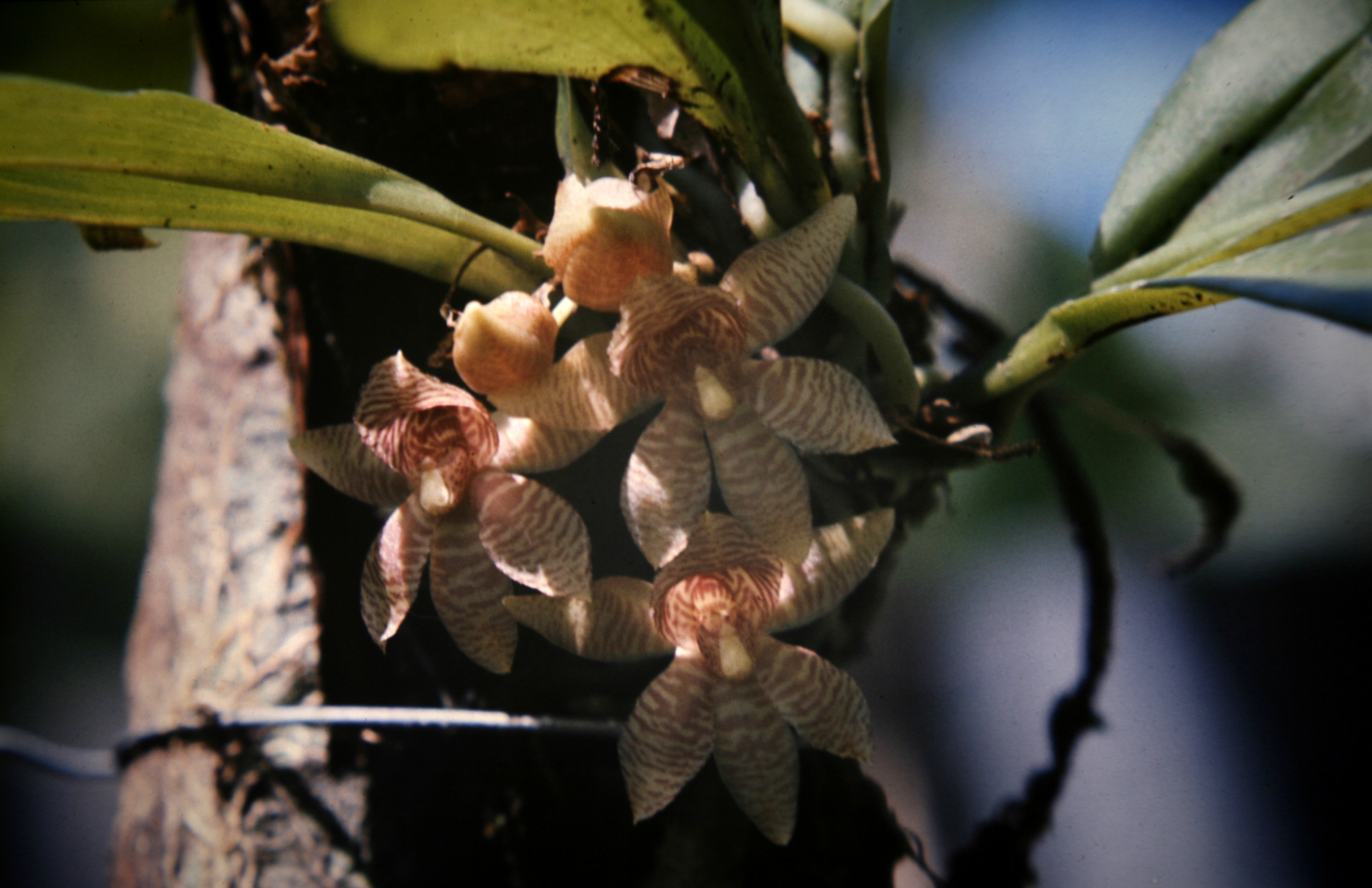
Vista de la planta

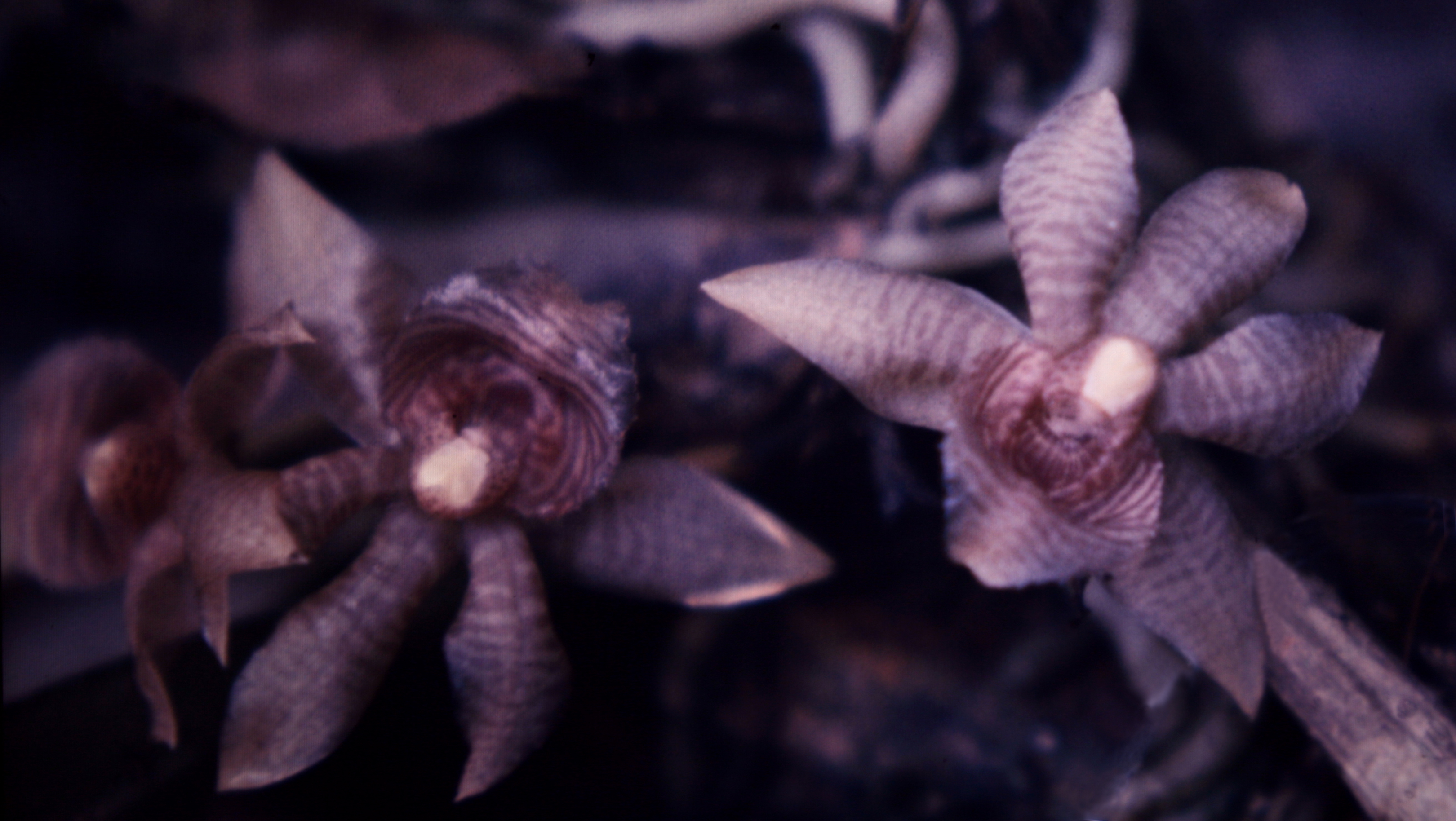
En su hábitat

## Descripción
Es una orquídea de tamaño pequeño, que prefiere el clima cálido y tiene un crecimiento de epífita sin pseudobulbos y con hojas en forma de abanico suelto, estrechamente elípticas que son conduplicadas hacia la base. Florece en el verano y principios del otoño en una inflorescencia basal de 5 cm  de largo,  que lleva una flor no resupinada.

## Distribución y hábitat
Se encuentra en Venezuela, Colombia, Ecuador y Perú en los bosques húmedos en elevaciones de alrededor de 400 a 700 metros. 

## Taxonomía
Chaubardiella tigrina fue descrita por (Garay & Dunst.) Garay y publicado en Orquideología; Revista de la Sociedad Colombiana de Orquideología 4: 149. 1969.
Etimología
Chaubardiella (abrevidado Chbl.): nombre genérico que procede del griego  "iella" = "similar a"", en referencia al género "Chaubardia".
tigrina: epíteto latíno que significa "como un tigre".
Sinonimia
- Chaubardia tigrina Garay & Dunst.
- Stenia tigrina (Garay & Dunst.) Foldats	[1][4][5]